# Lipar
Lipar (cyr. Липар) – wieś w Serbii, w Wojwodinie, w okręgu zachodniobackim, w gminie Kula. W 2011 roku liczyła 1482 mieszkańców.